# Hantumeruitburen
Hantumeruitburen (en frison : Hantumerútbuorren) est un village de la commune néerlandaise de Noardeast-Fryslân, situé dans la province de Frise.

## Géographie
Malgré l'absence d'église ou d'école, Hantumeruitburen est considéré comme un village. Il est situé au nord de Dokkum et à l'est de Hantum.

## Histoire
Hantumeruitburen fait partie de la commune de Westdongeradeel avant 1984 puis de Dongeradeel avant le 1er janvier 2019, où celle-ci est supprimée et fusionnée avec Ferwerderadiel et Kollumerland en Nieuwkruisland pour former la nouvelle commune de Noardeast-Fryslân.

## Démographie
Le 1er janvier 2018, le village comptait 65 habitants.